# Anna Rönström
Anna Rönström, född 1847, död 1920, var en svensk lärare och skolledare. Hon grundade 1871 Högre Elementarskolan i Lund, också kallad Rönströmska skolan efter henne.

## Biografi
Anna Rönström studerade vid Högre lärarinneseminariet i Stockholm 1864–1867 och kom till Lund 1867, där hon var aktiv som privatlärare. Hon grundade 1871 vad som beskrivs Högre Elementarskolan i Lund. I Lund hade det då bara funnits en enda skola för flickor tidigare, Eggertska skolan, grundad av Caroline Eggert 1850.
I sin skola företrädde Rönström en äldre uppfattning om att flickor främst skulle utbildas för hemmet snarare än för yrkesarbete, och hon såg utbildning för kvinnor mer som en form av uppfostran: ”Skolan sätter som sitt mål att meddela en uppfostrande undervisning”[källa behövs], och hon byggde sin verksamhet på kristen grund. Trots detta erbjöd hennes skola en hög nivå på undervisningen; till skillnad från många andra flickskolor på denna tid gav den en undervisning i matematik som var likvärdig pojkläroverkens, och liksom dessa undervisade den i tyska språket snarare än franska språket. Hon införde hushållsekonomi, då något radikalt, 1892, och startade det så kallade lärarinnebytet mellan Danmark och Sverige 1898. Skolan hade nio klasser 1879 och fick samma år statsunderstöd och 1882 kommunalt stöd, en egen byggnad 1894 och 1909 normalskolekompetens. Hon var fortfarande föreståndare vid skolan 1914. Den hade då 212 elever och 23 lärare och var känd för sin höga kvalitet och hemlika atmosfär.
Rönnström beskrivs som en skicklig matematiker och var medlem i Internationella kommissionen för matematiska undervisningen vid dess grundande i Rom 1908. Hon grundade 1905 med Anna Herrlin Privata Högre lärarinneseminariet i Lund, som förenades med hennes skola. 
Rönström var en aktiv och engagerad deltagare i flickskolemötena, där hon ofta talade, och drev linjen att flickskolorna skulle vara examensfria, en linje som vann vid införandet av normalskolekompetensen 1909. 
Hennes skola fick år 1880 en rival i "Lunds fullständiga läroverk för flickor" (även kallad Lindebergska skolan), och 1933 slogs dessa två skolor ihop i Lunds kommunala flickskola. 
Anna Rönström mottog Illis quorum 1913.